# Дьяков, Василий Авраамович
Василий Авраамович Дьяков (6 января 1883 — пропал без вести в 1945) — военачальник Донской армии, генерал-майор.

## Жизнь в России
Родился 6 января 1883 года в семье дворян Донского казачьего войска. Образование получил в Донском кадетском корпусе и Николаевском кавалерийском училище. В 1905 году вступил в Казачий лейб-гвардии полк, в котором служил во время Первой мировой войны. В 1909 году — хорунжий. К 1917 году дослужился до полковника и назначен помощником командира лейб-гвардии Казачьего полка.
2 января 1918 года возглавил полк после его возвращения на Дон, в станицу Каменскую. 15 января 1918 года Дьяков и несколько прочих офицеров полка были арестованы большевиками и отправлены на станцию Миллерово, через два месяца их перевели в Новочеркасскую тюрьму. Затем были освобождены большевиком М. М. Смирновым и в составе полка освободили Новочеркасск от революционеров. Сам Смирнов сам служил ранее урядником в лейб-гвардии Казачьем полку и хорошо знал Дьякова.
После освобождения Новочеркасска Дьяков добровольцем вступает в белопартизанский отряд войскового старшины Э.Ф. Семилетова, участвует в боях этого отряда. 10 мая 1918 года его назначают командиром вновь сформированного 1-го Донского казачьего полка 1-й Донской дивизии. Вернулся на должность командира лейб-гвардии Казачьего полка после решения атамана П.Н. Краснова возродить гвардейские казачьи полки.
В феврале 1919 года ушёл на фронт, где отражал прорывы частей 8-й Красной армии у станции Белая Калитва. Там он был ранен в руку. 6 апреля 1919 года произведён в генерал-майоры с назначением командиром гвардейской бригады Донской армии. 24 октября 1919 года назначен командиром 1-й Донской дивизии, с которой участвовал во всех боях до весны 1920 года во время отхода армии ВСЮР. В марте 1920 года воевал с «зелёными» под Новороссийском и прикрывал эвакуацию из него у станции Тоннельная. В Крыму в армии генерала Врангеля вошел в состав Донского корпуса генерала Ф. Ф. Абрамова и участвовал во главе своей дивизии с мая 1920 года во всех боях в северном Крыму.

## Жизнь в эмиграции
Эвакуировавшись из Крыма, Дьяков остановился на острове Лемнос (Греция). В связи с переходом во время военных действий в Польше большого числа казаков из 1-й конной армии Буденного на сторону поляков в начале 1921 г. генерал Дьяков был командирован атаманом генералом Богаевским в распоряжение представителя генерала Врангеля в Польше генерал-лейтенанта П. С. Махрова, с тем чтобы заняться устройством и обеспечением работой перешедших казаков. В связи с ликвидацией (из-за тяжелого финансового положения) Представительства генерала П. С. Махрова в Польше переехал из Варшавы в Данциг, где проживал до конца Второй мировой войны. Пропал без вести во время эвакуации из Данцига в марте 1945 года.